# 偏穗雀麦
偏穗雀麦（学名：Bromus squarrosus）为禾本科雀麦属下的一个种。

## 扩展阅读
- 維基物種上的相關：偏穗雀麦